# Robert Vișoiu
Robert Vișoiu (Pitești, 10 februari 1996) is een Roemeens autocoureur.

## Carrière
Vișoiu begon zijn autosportcarrière in het karting in 2003. In 2011 maakte hij de overstap naar het formuleracing in de Formule Abarth voor het team Jenzer Motorsport. Hij behaalde hier twee overwinningen in Misano en Barcelona. In het Italiaanse kampioenschap werd hij hiermee zesde en in het Europese kampioenschap vierde.
In 2012 ging Vișoiu rijden in de GP3 Series voor Jenzer Motorsport. Hij kreeg hier Patric Niederhauser en Jakub Klášterka als teamgenoten. Hij eindigde op de veertiende plaats met 24 punten met als beste resultaat een tweede plaats in de tweede race op het Circuit de Catalunya. Ook in 2012 reed Vișoiu in het Italiaanse Formule 3-kampioenschap voor Team Ghinzani, met Gerrard Barrabeig en later Kevin Giovesi als teamgenoot. Hij eindigde op de negende plaats met 76 punten. Hij behaalde hier één overwinning in de derde race op Mugello.
In 2013 reed Vișoiu ook in de GP3, maar nu voor het team MW Arden. Hij kreeg hier de Red Bull Junior Team-coureurs Carlos Sainz jr. en Daniil Kvjat als teamgenoten. Hiernaast kwam hij ook uit in de Auto GP voor het Team Ghinzani naast Kevin Giovesi. In de GP3 behaalde hij twee overwinningen in Valencia en op de Hungaroring, waarmee hij als twaalfde in het kampioenschap eindigde met 44 punten. In de Auto GP behaalde hij twee podiumplaatsen in Monza en Brno en eindigde als achtste in het kampioenschap met 67 punten.
In 2014 bleef Vișoiu in de GP3 rijden voor Arden naast Patric Niederhauser. Op de Hungaroring eindigde hij als derde in de eerste race en met drie andere puntenfinishes eindigde hij als dertiende in het kampioenschap met 23 punten.
In 2015 zou Vișoiu oorspronkelijk een jaar pauze nemen om zich te concentreren op zijn studies, maar in plaats daarvan maakte hij zijn debuut in de GP2 Series bij het team Rapax. Zijn eerste raceweekend op het Bahrain International Circuit was zijn beste weekend met een vijfde en een zevende plaats. Hij miste de laatste twee raceweekenden, waarin hij werd vervangen door Gustav Malja. Uiteindelijk werd hij zeventiende in de eindstand met 20 punten.
Nadat hij in 2016 een tussenjaar nam, keerde Vișoiu in 2017 terug in de GP2 Series, dat inmiddels de naam had veranderd naar Formule 2. Vanaf het derde raceweekend op het Circuit de Monaco verving hij Roberto Merhi bij het team Campos Racing.